# Claude Casimir Gillet

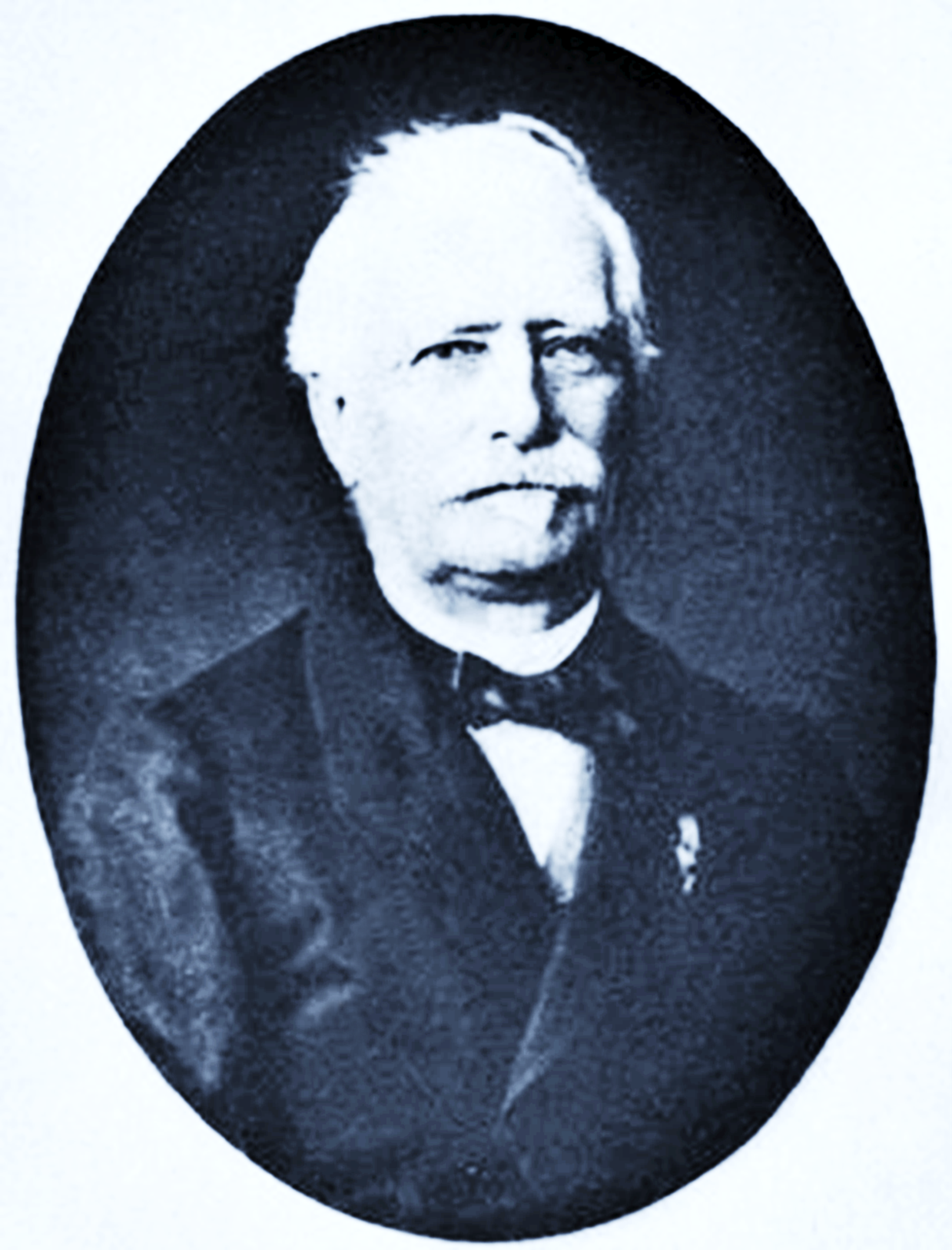
C. C. Gillet pe la 1890

Claude Casimir Gillet (n. 19 mai 1806, Dormans - d. 1 septembrie 1896, Alençon) a fost un medic și medic veterinar, botanist și entomolog francez, specialist în micologie. Abrevierea numelui său în cărți științifice este Gillet.

## Biografie

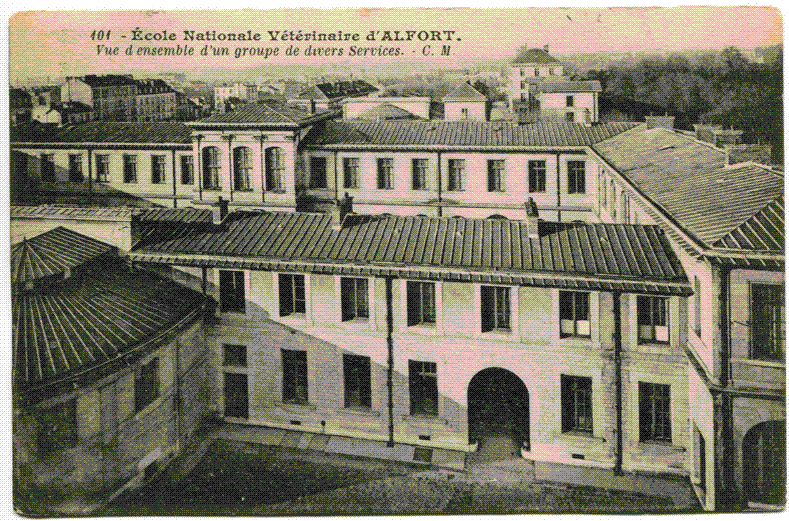
Școala Națională de Med. Veterinară, Alfort, sec. XIX

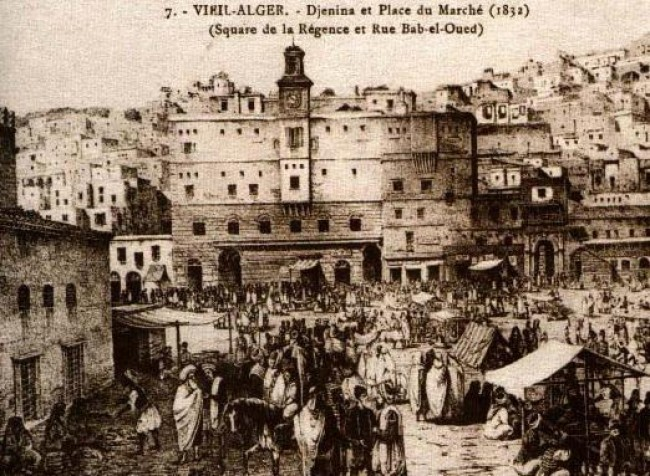
Alger 1832

În anul 1823, după absolvirea liceului, tânărul Gillet s-a înrolat drept cadet la Școala Națională de Medicină Veterinară din Alfort. Acolo s-a făcut remarcat ca naturalist înflăcărat și desenator foarte priceput. În anul 1830 a luat parte ca medic veterinar în armata franceză la cucerirea orașului Alger, rămânând apoi până în 1834 în Africa Nordică. În acest timp a petrecut o mare parte din timpul său liber explorând flora și fauna acestei regiuni mediterane.
Reîntors în Franța, fiind staționat la Lyon, a studiat entomologie împreună cu Étienne Mulsant, apoi a lucrat, pentru a-și asigura traiul de viață, ca medic veterinar și serviciul l-a dus în multe orașe ale Franței. Mai întâi, cum deja scris, a lucrat la Lyon, după acea  în Saint-Germain-en-Laye, Verdun, Sedan, Valenciennes, Thionville și în cele din urmă, din 1847, la Alençon. Acolo a început să dezvolte un interes deosebit în micologie.
Omul de știință a știut întotdeauna să coordineze timpul folosit pentru lucrările lui științifice și exercitarea profesiei sale, după cum reiese din patru rapoarte lungi pe teme de medicină veterinară, dintre care trei i-au adus medalia de aur. În anul 1853 a fost numit ca recompensă pentru serviciile prestate Veterinair Principale, un titlu care a fost acordat foarte rar în Franța acestei epoci (îl purtau numai cinci persoane). După ce s-a retras în același an din funcție, el s-a dedicat singur studiul ciupercilor, scriind lucrări atât științifice cât și populare, fiind și membru corespondent al Société linnéenne de Normandie. Gillet s-a interesat în acest context cu interes deosebit pentru ciuperci cu lamele, interesându-se în special pentru diviziunea Discomycetes (astăzi subdiviziune a diviziunii Ascomycota) și familia Clavariaceae. În anul 1876 savantul a promovat Tubaria, inițial catalogat de către micologul britanic Worthington George Smith (1835-1917) subgen al genului Agaricus, la statutul de gen independent, mai departe și genul Microglossum (1879).
Gillet a continuat să scrie cu mare succes opere micologice științifice și populare până la vârsta de optzeci de ani. Deși el însuși a fost un desenator, ilustrator și copist excepțional, și soția lui a fost implicată în publicații, pictând ilustrații pentru cărți, sprijinită de fiica lor Clemence. Micologul a fost decorat cu Ordinul de Cavaler al Legiunii de Onoare. Strada Claude Casimir Gillet din Alençon amintește de cunoscutul savant.

## Genuri și specii denumite de Gillet (selecție)

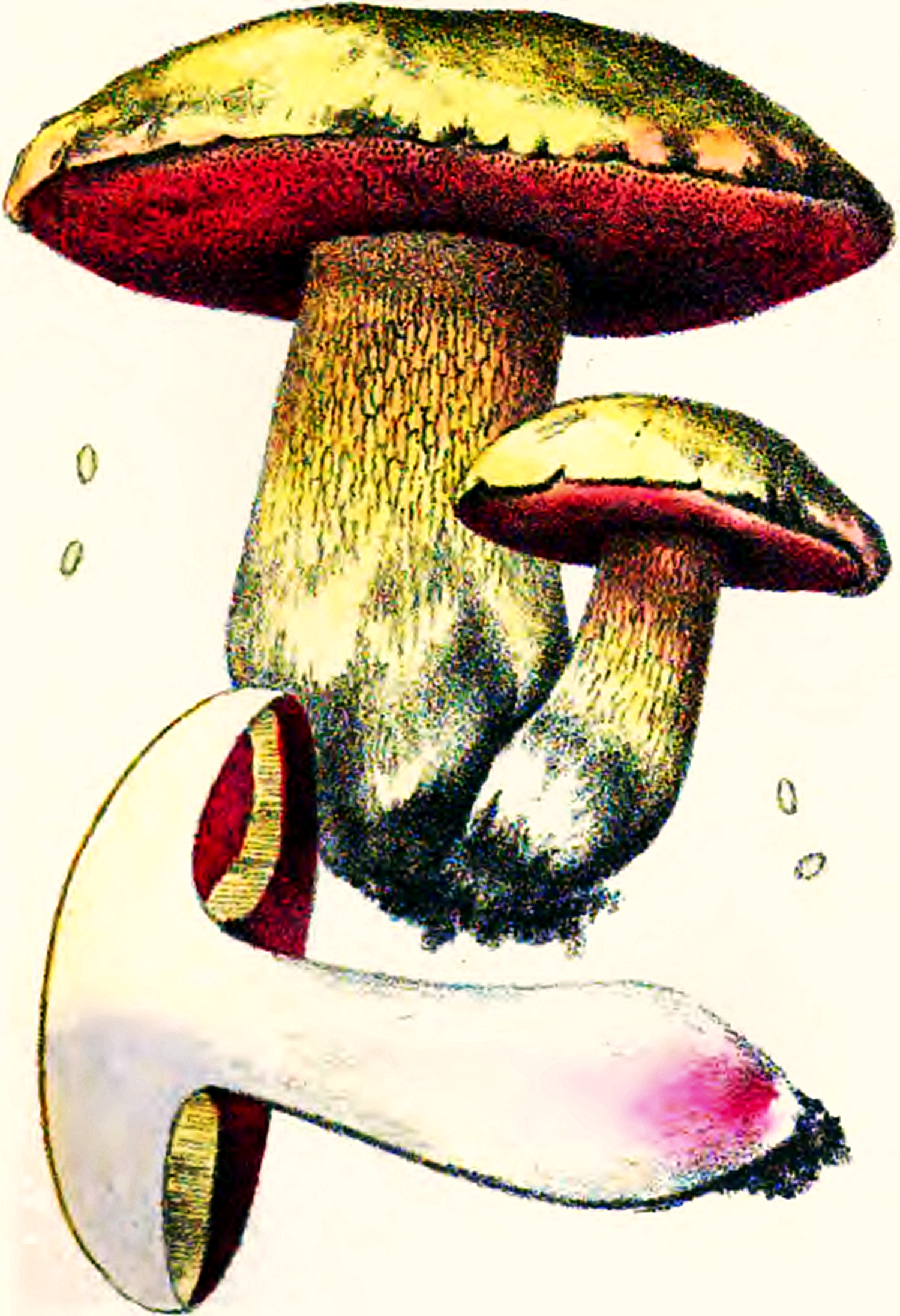
Boletus luridus (Gillet)

Gillet a denumit mai multe genuri și specii de bureți, ca de exemplu:

### Genuri

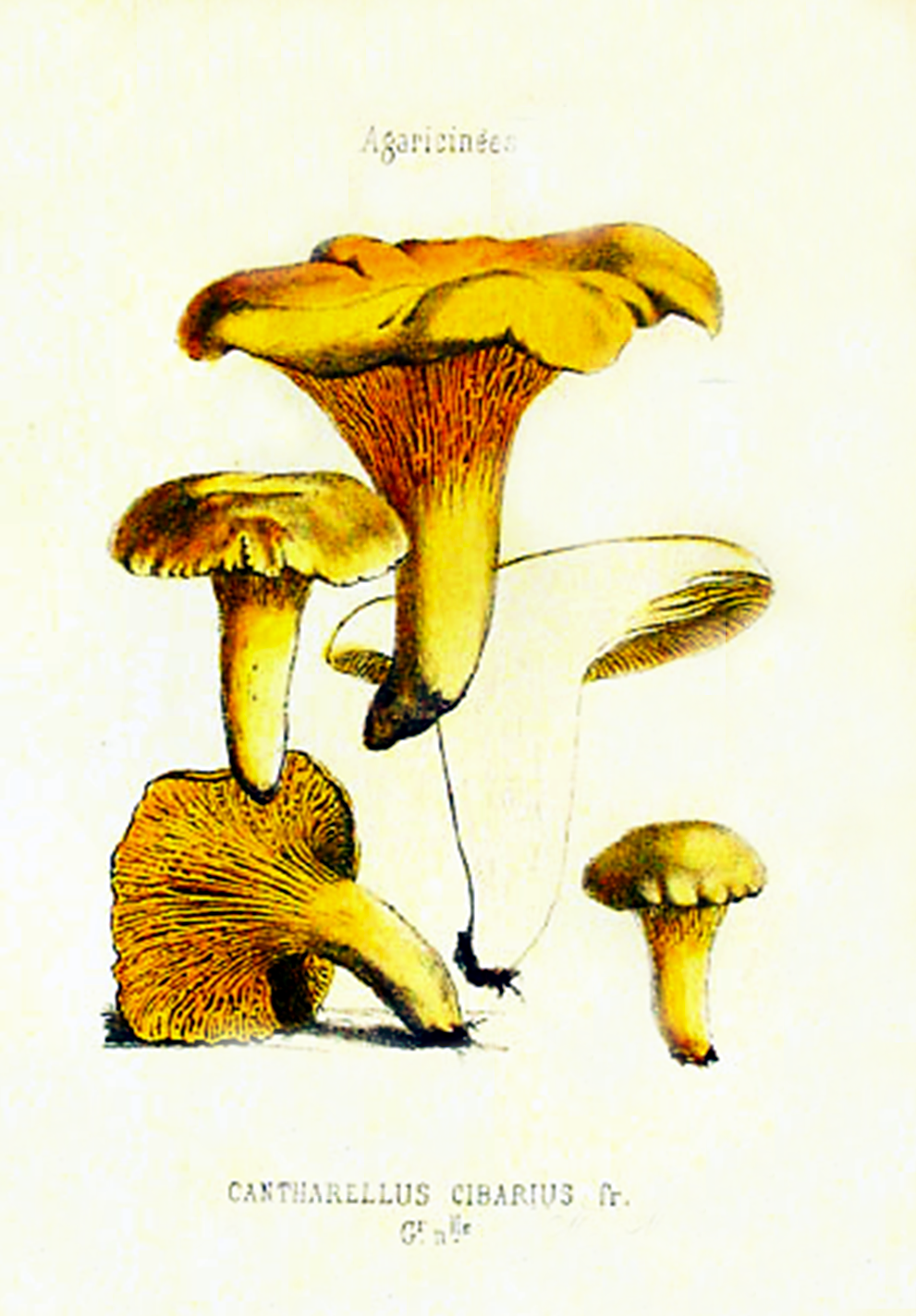
Cantharellus cibarius (Gillet)

- Microglossum Gillet
- Psalliota (L.) Gillet
- Locellina Gillet (1876)
- Tubaria (W.G.Smith) Gillet

### Specii
| - Aleuria abietina (Pers.) Gillet - Aleuria badia (Pers.) Gillet - Amanita godeyi Gillet (A. gemmata) (Fr.) Gillet - Cortinarius semisanguineus (Fr.) Gillet (1876) - Entoloma undatum (Gillet, 1876) M.M.Moser (1978) - Hebeloma sinapizans (Paulet) Gillet - Inocybe calamistrata (Fr.) Gillet (1876) - Inocybe fibrosa (Sowerby) Gillet (1876) - Inocybe godeyi Gillet - Inocybe petiginosa (Fr.:Fr.) Gillet (1876) - Clitocybe connata (Schumach.) Gillet - Pholiota caperata (Pers.) Gillet - Helvella fusca Gillet (1879) - Mycena atrocyanea (Batsch) Gillet (1878) | - Mycena citrinomarginata Gillet (1878) - Mycena clavicularis (Fr.) Gillet (1878) - Pholiota destruens (Brond.) Gillet - Pluteus ephebeus (Fr.) Gillet (1876) - Pluteus hispidulus (Fr.) Gillet (1876) - Pluteus petasatus (Fries) Gillet - Psalliota arvensis (Schaeff.) Gillet - Russula densifolia (Secretan) Gillet - Tricholoma agryaceum (Bull.) Gillet - Tricholoma bufonium (Pers.) Gillet (1874) - Tricholoma inamoenum (Fr.) Gillet (1874) - Tricholoma lascivum (Fr.) Gillet (1874) - Tricholoma tigrinum (Schaeff.) Gillet - Tubaria furfuracea (Pers.: Fr.) Gillet |

## Lucrări (selecție)
- Nouvelle flore française: Descriptions succinctes et rangées par tableaux dichotomiques des plantes qui croissent spontanément en France et de celles qu'on y cultive en grand, Editura Garnier Frères, Paris 1863
- Nouvelle Flore Française, împreună cu Jean-Henri Magne, Editura Garnier Frères, Paris (1863)
- Les Hyménomycètes: Ou, Description de tous les champignons (Fungi) qui croissent en France, 3 volume, Editura Ch. Thomas – Imprimeur de la Préfecture, Alençon (1873-1876)
- Les champignons qui croissent en France - Description et iconographie”, Editura J. P. Baillière et fils, Paris (1878)
- Champignons de France - Les Hyménomycètes, Planches supplementaires, Editura E. de Broise, Alençon 1878
- Champignons de France - Les Discomycètes, 9 volume, Editura E. de Broise, Alençon (1879-1887)
- Nouvelle flore française - Descriptions succinctes et rangées par tableaux dichotomiques des plantes qui croissent spontanément en France (1883)
- Tableaux analytiques des Hyménomycètes, Editura C.-C. Gillet Reliure (1884)
- Champignons de France: Les gastéromycètes, Editura A. Herpin, Alençon (1891)
- Champignons de France - Les Hyménomycètes, Editura A. Herpin, Alençon (1897), post mortem